# Władysław Teodorczuk
Władysław Teodorczuk (ur. 1872, zm. 1913) – polski drukarz i wydawca.
W latach 1895–1900 był redaktorem miesięcznika Krytyka wydawanego przez Drukarnię Narodową w Krakowie. W latach 1898–1901 pracował w Drukarni Uniwersytetu Jagiellońskiego obok Stanisława Wyspiańskiego. W 1901 roku założył własną drukarnię i prowadził ją do 1906 roku, kiedy sprzedał ją A. Ripperowi. Po sprzedaży drukarni wyjechał z Krakowa.
Jako pierwszy użył linoleum do druku afiszy. Projektował plakaty, okładki książkowe, ilustracje, exlibrisy oraz logotypy. W latach 1905–1906 był redaktorem miesięcznika Poradnik Graficzny, poświęcony drukarstwu i zawodom pokrewnym. Drukował pierwsze numery społeczno-kulturalnego tygodnika Nowości Ilustrowane
Teodorczuk należał do Stowarzyszenia Drukarzy, Odlewaczy Czcionek i Pokrewnych Zawodów, Stowarzyszenia Drukarzy Krakowskich Ognisko. Jemu przypisuje się faktyczne autorstwo podręcznika dla przyszłych drukarzy Stereotypia. podręcznik dla drukarzy i stereotyperów (1906).